# Tamaskan
 (octobre 2021).
Améliorez-le ou discutez des points à vérifier. 
Le tamaskan est une race de chien-loup dont le développement a commencé durant les années 1980.
Ce chien est issu du croisement de chiens nordiques (huskys, malamutes,...), de bergers allemands ainsi que plusieurs races de chiens-loups.
Le but recherché dans le « projet Tamaskan » est la création d'une race ayant les caractéristiques physiques des chiens-loups mais le comportement d'un « chien de compagnie » pouvant participer à diverses disciplines canines tout en se montrant adaptée à une vie de famille.

## Historique
Au début des années 1980, divers chiens de races mixtes ont été importés des États-Unis et du Canada en Angleterre. Bien que leurs origines exactes soient inconnues, ces chiens étaient principalement des mélanges de races arctiques telles que le husky d'Alaska, le malamute de l'Alaska, le chien esquimau canadien, le berger allemand, le husky du labrador et le husky sibérien. Ces chiens ont ensuite été reproduits avec divers chiens de races mixtes locaux ressemblant à des loups au Royaume-Uni, qui comprenaient des croisements de Malamute d'Alaska, de Husky sibérien et de berger allemand. Grâce aux technologies modernes d'analyse de l'ADN, nous savons maintenant que certains de ces mélanges nordiques contiennent, entre autres, du groenlandais et du Samoyède. 
Edwina « Eddie » Harrison, avec un petit groupe d'éleveurs, a continué à développer cette race à l'aspect de loup. Au départ, la progéniture s'appelait « Harrison Wolfdogs » ou simplement « ressemblant au loup ». Les tests génétiques ont depuis montré que des mélanges de chiens-loups étaient inclus dans ce programme de sélection précoce. Ces chiens ont formé la base de ce qui allait devenir la race des Inuits du Nord (Northern Inuits), fondée en 1998. Cette année-là, Lynn Sharkey / Hardey, l'une des quatre fondatrices originales de la race Tamaskan, s'est jointe au comité de la Northern Inuit Society et a acheté ses deux premiers chiens reproducteurs.
Au fil du temps, les divergences au sein du comité concernant le développement de la race des Inuits du Nord ont mené à une scission. En 2002, la Utonagan Society a décidé de changer le nom de la race en « Utonagan » pour se distinguer des Inuits du Nord.
En 2004, Lynn Sharkey a visité la Finlande, où elle a découvert l'élevage Polar Speed en Laponie. Le propriétaire de l'élevage Polar Speed, Reijo Jääskeläinen, travaillait également au développement de sa propre race de chiens ressemblant au loup pour le cinéma, en croisant des chiens loup tchécoslovaques et des chiens-loups américains avec ses huskies de course (FCI finlandais / sibérien). Élevés pour la vitesse et l'endurance pour tirer des traineaux dans des conditions extrêmes, les huskies Polar Speed étaient connus pour être parmi les meilleurs chiens de course de traîneaux au monde. À ce titre, Lynn a réservé six chiens Polar Speed avec l'intention de les utiliser comme nouveaux croisements avec l'Utonagan dans le but d'améliorer la capacité de travail de la race ainsi que travailler leur apparence lupoïde.
Malheureusement, la Utonagan Society a décidé qu'elle ne souhaitait pas inclure les lignées finlandaises dans son programme d'élevage. Ainsi, le Tamaskan Dog a été fondé lorsque Lynn et sa fille, Jennie, ont quitté le groupe Utonagan pour poursuivre leur propre programme d'élevage. L'étiologie du nom de leur nouvelle race est significative : «Tamaska» signifie «loup puissant» dans le dialecte Munsee de Delawarian, une langue algonquine. «Teme» (parfois orthographié tama) est le mot racine pour «loup» et «maska» est un mot généralement traduit par gros, fort ou puissant.
Au total, il y avait quatre fondateurs de race d'origine : Lynn Sharkey/Hardey de Blustag* , sa fille Jennie Peacock/Saxby de Blufawn, Liz Wilson d'Alba (Écosse) et Zee Turner de l'élevage Moonstone (Angleterre). Ensemble, les fondateurs ont fourni plusieurs chiens Inuits du Nord / Utonagan qui ont été élevés et reproduits par Blustag, de même que les chiens Polar Speed en tant que fondateurs de la race du Tamaskan. C'est pourquoi le chien tamaskan est généralement considéré comme une race finlandaise - il a été principalement développé pendant que Lynn et Jennie vivaient en Finlande, et possède une grande contribution génétique de Polar Speed. Cependant, la race n'est pas officiellement reconnue en Finlande.
En combinant les lignées d'origine anglaise (Inuits du Nord / Utonagan) avec les nouvelles lignées de croisements finlandais, la première génération de chiens tamaskans enregistrés est née en mai 2006 à Alba en Écosse. Dans le même temps, le Tamaskan Dog Register (TDR) a été fondé dans le but de superviser le développement de la race.
En octobre 2013, le Tamaskan Dog a été officiellement reconnu par l'American Rare Breed Association (ARBA) et le Kennel Club of the United States of America (KCUSA). Cela signifie que tous les chiens tamaskans enregistrés auprès du TDR sont éligibles à l'enregistrement ARBA / KCUSA et peuvent participer aux expositions ARBA / KCUSA aux États-Unis. En 2017, la race Tamaskan a également été reconnue par l'International Canine Events (ICE), l'International All Breed Canine Association (IABCA) et l'International Canine Kennel Club (ICKC) . À ce jour[Quand ?], de nombreux propriétaires de tamaskans participent régulièrement à des expositions officielles dans toute l'Amérique du Nord et plusieurs chiens tamaskans ont depuis été récompensés lors de ces événements.
Le chien tamaskan est considéré comme une race «en évolution». En raison de son petit pool génétique, le TDR a une politique officielle de stud-book ouvert pour les "outcross" approuvés. Néanmoins, le Tamaskan a parcouru un long chemin depuis ses racines initiales. Une reproduction soignée et sélective rapproche la race de ses objectifs finaux, tels que définis dans le standard de la race . La popularité du chien tamaskan a augmenté de façon exponentielle et il existe maintenant de nombreux éleveurs enregistrés dans le monde entier. De plus, des clubs tamaskans officiels existent dans plusieurs pays.
En raison des pratiques d'élevage douteuses répétées, ne respectant pas les exigences d'éthique et de santé énoncées par le registre, Lynn et Jennie ont été retirées du TDR en 2012. À l'heure actuelle[Quand ?], les chiens Blustag et Blufawn ne sont donc pas reconnus comme Tamaskan, et les chiens qu'elles produisent ne sont pas éligibles à l'enregistrement en tant que tels au registre international.

## Standard

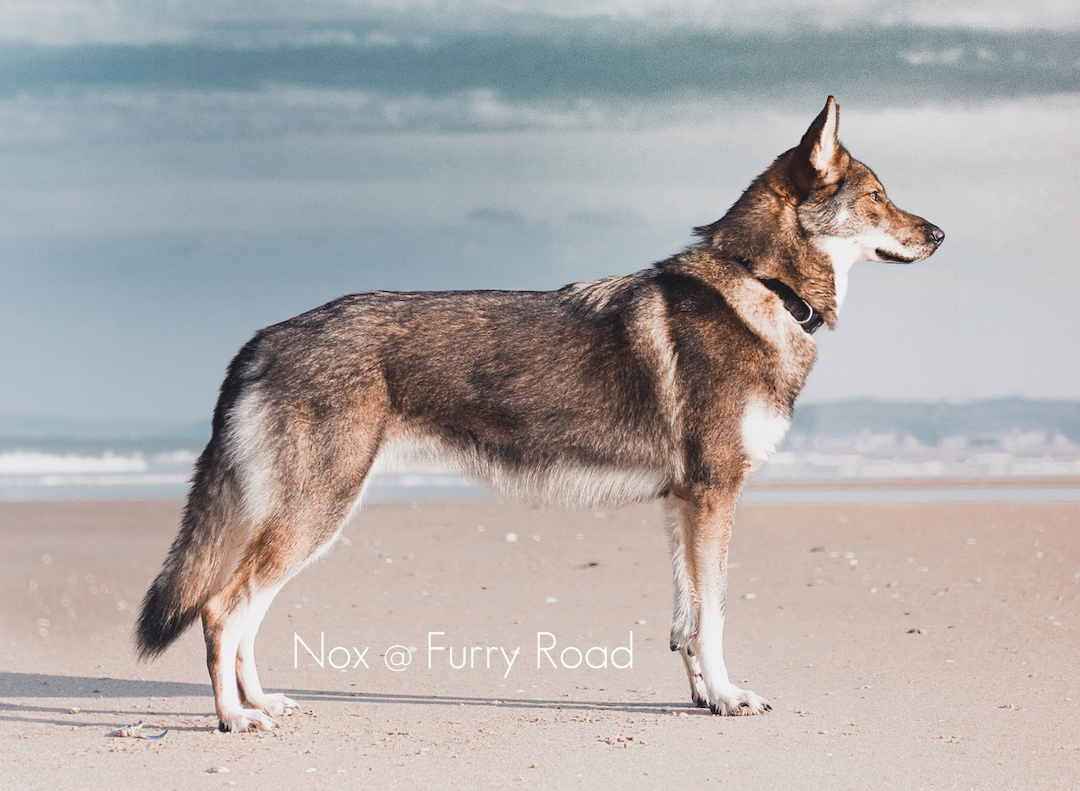
Standard du tamaskan.

### Description générale
Le tamaskan est un chien de grande taille, élancé avec un corps athlétique, un regard intelligent et ressemblant à un loup, témoignant de son héritage nordique de type chien de traîneau. 
C'est un chien de travail bien équilibré, rapide et léger sur les pieds, libre et gracieux en action. Son corps est recouvert d'une épaisse fourrure, il a des oreilles dressées et une queue droite et touffue. 
Le Tamaskan se tient bien au-dessus des coussinets, avec une posture fière, la tête dressée et les yeux alertes montrant de l'intérêt et de la curiosité. Sa démarche caractéristique est douce et sans effort, montrant une bonne portée avant et une extension arrière. C'est un travailleur capable et adaptable : capable de travailler comme chien de traîneau, chien d'assistance ou chien de suivi, entre autres rôles. Il peut facilement transporter une charge légère à une vitesse modérée sur de courtes distances.
Le Tamaskan est intelligent et apprend vite, il est, en plus un chien qui a une grande volonté de plaire. Il devrait être considéré comme un animal de compagnie qui est à la fois heureux dans son harnais ou à la maison. Ses proportions corporelles, sa forme et ses mouvements ressemblent à ceux d'un loup: un bon équilibre entre puissance, agilité et endurance.
Le Tamaskan mâle doit être facilement distinguable des femelles. Les mâles sont plus grand et gros que les femelles et arborent un plastron plus large et fournie en poils. Les joues des mâles possèdent aussi des poils plus longs ce qui donne à leurs visages un aspect plus large.
Toute caractéristique d'un spécimen, y compris au niveau du tempérament, interférant avec la réalisation de l'objectif principal doit être considérée comme une grave faute.
Les principales couleurs sont le Gris loup (Wolf Grey), le Gris rouge (Red Grey), le gris noir (Black Grey), soit différentes variations de l'agouti. Le black Phase est également toléré. Les yeux sont de couleur: jaune, ambre ou marron. Les yeux de couleur plus pâle sont très rares. Les yeux bleus ne sont pas acceptés dans la race.

## Caractère et utilité

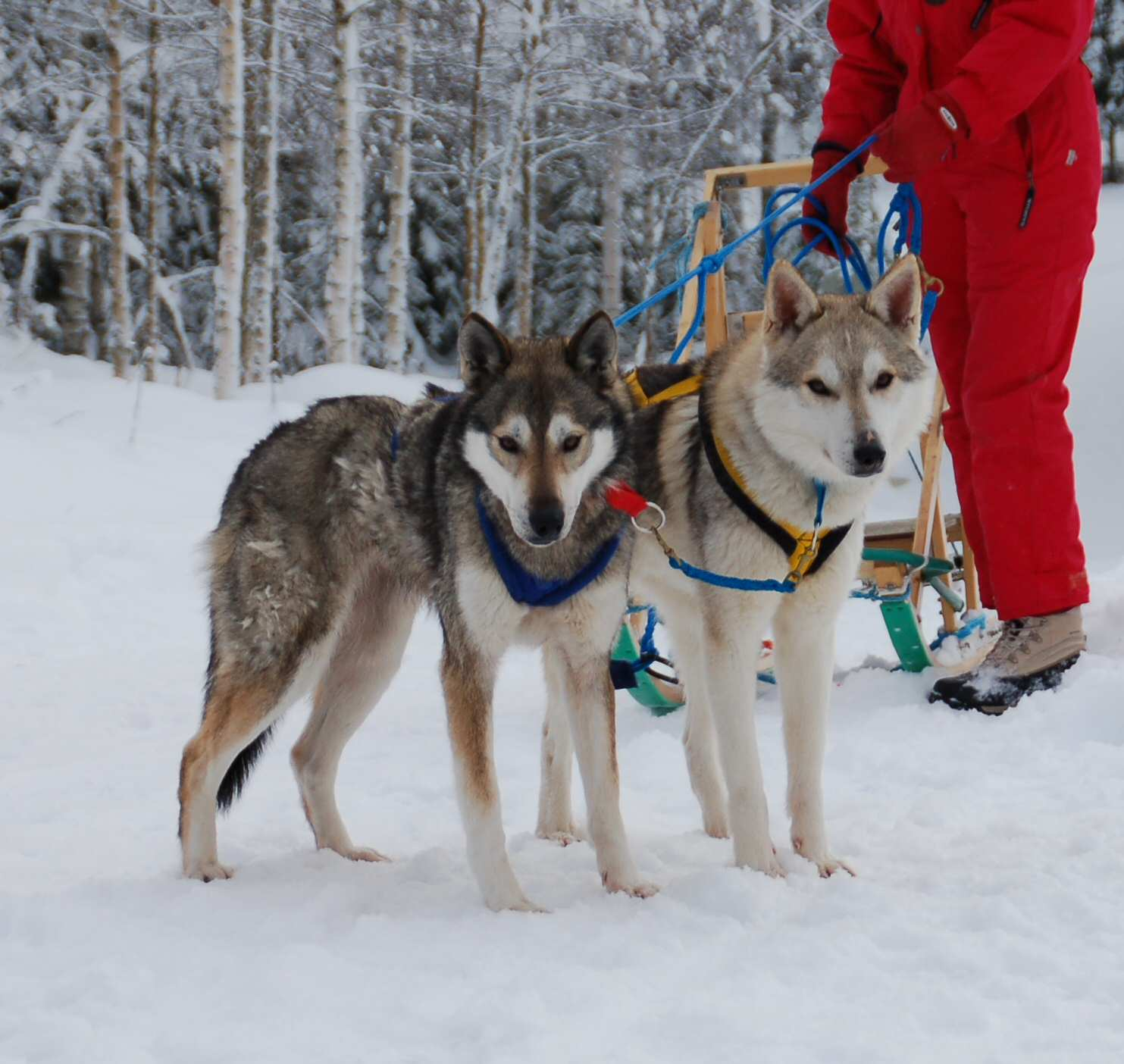
Tamaskan attelé.

La race n'étant pas reconnue par la FCI certaines disciplines leur sont fermées, mais les Tamaskans peuvent participer à la plupart des concours d’obéissance, d'attelage, d'obé-rythmée, de pistage...
Certains Tamaskans sont des chiens d'assistance, de recherches et de secours de façon professionnelle.